# Kyzylagyn
Der Kyzylagyn (russisch Кызылагын) ist einer der höchsten Berge im zentralen Abschnitt der Transalai-Kette im nördlichen Teil des Pamir (Zentralasien). 

## Lage
Der 6683 m hohe Hauptgipfel erhebt sich 14,2 km östlich vom Pik Lenin, wenige Meter südlich des Hauptkamms, auf tadschikischem Gebiet. An seiner Westflanke verläuft der Oktjabrski-Gletscher. Jenseits diesem liegen die beiden Gipfel Pik Oktjabrski und Pik Jedinstwa. 

## Nebengipfel
Der 6624 m hohe Ostgipfel (⊙) befindet sich 2,58 km ostnordöstlich vom Hauptgipfel auf der Staatsgrenze zwischen Tadschikistan und Kirgisistan. Vom Ostgipfel zweigt ein Bergkamm nach Süden ab, der bis zum Pik Trapezija (6048 m) führt.

## Besteigungsgeschichte
Der Berg wurde 1956 von einer sowjetischen Bergsteigergruppe, die von V. Elchibekov geführt wurde, erstbestiegen.